# Хуася
Хуася (華夏, пиньинь: huáxià) — историческое понятие, представляющее китайскую нацию и возникшее из самосознания общего культурного происхождения различными конфедерациями доциньских этнических предков ханьцев.

## Этимология
Самое раннее дошедшее до нас достоверное свидетельство понятия Хуася 華夏 находится в историческом повествовании и комментарии Цзо чжуаня (завершено около 300 года до н. э.). В Цзо чжуань Хуася относится к центральным государствам (中國 Чжунго) в долине Хуанхэ, населённым народом хуася, этнически эквивалентным ханьским китайцам в доимперских трактатах.
Согласно конфуцианисту Куну Инде "Истинное значение Чуньцю Цзо чжуань", ся "великий" означал "величие" в церемониальном этикете центральных государств, в то время как хуа "цветок" использовалось в отношении "красоты" в одежде, которую носили жители этих государств. В современной историографии хуася относится к конфедерации племён, живших вдоль Жёлтой реки и являвшихся предками тех, кто позже стали ханьцами — этнической группой в Китае.

## История

### Происхождение
Ханьский историк Сыма Цянь утверждает, что Ся было названием древнекитайского государства легендарного царя Юя Великого, и Юй использовал это имя как свою фамилию. В современной историографии хуася относится к конфедерации племён, живших вдоль Жёлтой реки и являвшихся предками тех, кто позже стали ханьцами — этнической группой в Китае. Во время Периода Сражающихся царств (475–221 годы до н. э.) самоосознание идентичности хуася развилось и закрепилось в древнем Китае. Первоначально Хуася определяло в основном цивилизованное общество, которое отличалось и противостояло тому, что воспринималось как варварские народы вокруг них. Идентичность Хуася возникла в период Восточной Чжоу как реакция на усиление конфликта с народами Жун и Ди, которые мигрировали в земли Чжоу и уничтожили некоторые государства Чжоу.

### Современное использование
Хотя китайский иероглифы для хуа и ся по-прежнему используются вместе, они также используются отдельно как автонимы.
В официальных китайских названиях как Китайской Народной Республики (КНР), так и Китайской Республики (КР) термин Хуася используется в сочетании с термином Чжунго (中國, 中国, что переводится как Среднее царство), то есть как Чжунхуа (中華, 中华). Официальное китайское название КНР — Чжунхуа Жэньминь Гунхэго (кит. 中华人民共和国), а название Китайской Республики — Чжунхуа миньго (кит. 中華民國). Термин Чжунго ограничивается его ассоциацией с государством, тогда как Чжунхуа в основном касается культуры. Последнее используется как часть националистического термина Чжунхуа миньцзу, который является полностью китайской национальностью в смысле многоэтнической национальной идентичности.
Термин Хуажэнь (кит. 華人) для китайца является аббревиатурой Хуася с жэнь (кит. 人, букв.: «человек»). Хуажэнь обычно используется для обозначения людей китайской национальности, в отличие от Чжунгожэнь (кит. 中國人), которое обычно (но не всегда) относится к гражданам Китая. Хотя некоторые могут использовать Чжунгожэнь для обозначения китайской этнической принадлежности, такое использование не распространено на Тайване. В зарубежных китайских общинах в таких странах, как Сингапур и Малайзия, используется хуажэнь или хуацяо (иностранные китайцы), поскольку они также не являются гражданами Китая.

### Комментарии
1. ↑  Хуася 華夏. также встречающееся в 武成 У Чэн "Успешное завершение войны"[1], является одним из, вероятно, поддельных «старых текстов», когда-то включённых в Шу цзин[2].
2. ↑  Например, Ду Юй объясняет чжуся 諸夏 (различные великие государства) и чжухуа 諸華 (различные процветающие государства) как чжунго 中国 (центральные государства)[5][6][7][8]
3. ↑  Ритуальный бронзовый сосуд Хэ цзунь (何尊) — старейший известный артефакт, содержащий чжунго, записываемый как 𠁩或; там чжунго, по-видимому, относится только к непосредственным владениям династии Шан и завоёванным династией Чжоу[9].
4. ↑  Кун Инда комментирует этот отрывок Цзо чжуаня 裔不謀夏，夷不亂華。 "пограничники не могут замышлять против великих владений; иностранцы не могут сеять хаос среди процветающих стран."[12]